# Caquetío
Caquetío (Caiquetio, Caiquetia), indijansko pleme porodice Arawakan nekad naseljeno na otocima Bonaire, Aruba i Curaçao te na kopnu sjeverozapadne Venezuele. U Venezueli su u vrijeme španjolske konkviste živjeli duž obala jezera Maracaibo.
Kultura im je bila slična kulturi Indijanaca Jirajara. Bavili su se intenzivnom zemljoradnjom sa sa kukuruzom, maniokom i slatkim krumpirom kao glavnim kulturama, a svoja polja su umjeli navodnjavati. Ostale privredne aktivnosti bili su lov i sakupljanje kaktusovog voća i divljeg bilja.
Odjeća se sastojala od malenih genitalnih pokrivala, različitog nakita i boja. Od obrta poznavali su lončarstvo a tkalaštvo je zbog oskudne odjeće imalo maleni značaj.
O socijalnoj i političkoj organizaciji je malo poznato, osim da su imali poglavice i klasu plemića kojima je bila dopuštena poliginija.
Obožavali su sunce i mjesec kojima su izgleda prinosili ljudske žrtve. Svaka obitelj obožavala je i vlastite kućne idole.